# Whose Baby?
Whose Baby? er en amerikansk stumfilm fra 1917 af Clarence G. Badger.

## Medvirkende
- Bobby Vernon
- Gloria Swanson
- William Irving som Harold Scull
- Clarence Lyndon
- Ethel Teare